# Општина Леу (Долж)
Леу (рум. Leu) општина је у Румунији у округу Долж.
Oпштина се налази на надморској висини од 159 m.